# Лемносская стела

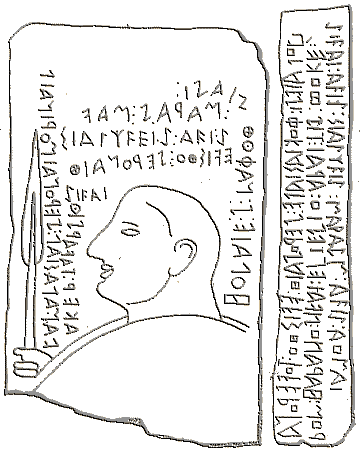
Лемносская стела

Лемносская стела — надгробный памятник (стела) с надписью на лемносском языке, близком к этрусскому. Язык включается в гипотетическую тирренскую семью.
Стела найдена археологами Жоржем Кузеном (Georges Cousin; 1860—1907) и Феликсом Дюррбахом (Félix Dürrbach; 1859—1931), членами Французской археологической школы в Афинах в 1885 году на острове Лемнос. Стела была вмурована в стену церкви в селе Каминия (юго-восточная часть острова), в настоящее время находится в Национальном музее в Афинах.

## Датировка, алфавит и язык надписи
Стелу относят к VI веку до н. э., при этом верхней границей датировки считается присоединение Лемноса Мильтиадом к Афинам в 510 году до н. э., после чего население острова было эллинизировано. У Геродота упоминается, что догреческим населением Лемноса были пеласги (др.-греч. Πελασγοί), Фукидид называет это же население тирсенами (Τυρσηνοί) — этот этноним в греческой литературе того времени был синонимичен тирренам, то есть этрускам. Однако возможно, что пеласги и тирсены были различными, хотя и родственными, народами — так, египетские источники среди «народов моря» упоминают как пеласгов (Plst), так и тирсенов (Trs).
Геродот также пишет, что пеласги изгнали с Лемноса минийцев, однако исследователи лемносской стелы не рассматривают гипотезу о её минийском происхождении, поскольку, судя по контексту описываемого Геродотом события, оно произошло в доисторический, дописьменный период.
Итальянская археологическая экспедиция 1928 года обнаружила надписи, сходные с надписью стелы, на фрагментах местной керамики. Эта находка подтвердила, что язык (и алфавит) стелы был распространён на Лемносе догреческого периода и являлся разговорным, то есть стела не была привезена на Лемнос из другого района Средиземноморья.
Также на Лемносе был найден камень с четырьмя словами того же языка.
Надпись на Лемносской стеле (на рисунке и на табличке) считается не переведённой.

## Транслитерация
На рисунке
hολαιε:ζ:ναφοθ:ζιαζι
μαραζ:μαF
σιαλχFειζ:αFιζ
εFισθο:ζεροναιθ
ζιFαι
ακερ:ταFαρζιο
Fαναλασιαλ:ζεροναι:μοριναιλ
На табличке
hολαιεζι:φοκιασιαλε:ζεροναιθ:εFισθο:τοFερονα
ρομ:hαραλιο:ζιFαι:επτεζιο:αραι:τιζ:φοκε
ζιFαι:αFιζ:σιαλχFιζ:μαραζμ:αFιζ:αομαι

## Эфестийская надпись
- Новая лемносская надпись была найдена во время раскопок Эфестии на о-ве Лемнос и опубликована Карло Де Симоне. Надпись состоит из 26 букв, сгруппированных в две строки; чтение идет бустрофедоном[9][10].

Транскрипция:
верхняя строка (слева-направо):
hktaonosi: heloke
нижняя строка (справа-налево):
soromš:aslaš